# David Pitt, Baron Pitt of Hampstead
David Thomas Pitt, Baron Pitt of Hampstead (* 3. Oktober 1913 in Saint David, Grenada; † 18. Dezember 1994 in London) war ein aus Grenada stammender britischer Arzt und Politiker der Labour Party, der sich in Kampagnen gegen Rassendiskriminierung sowie gegen Obdachlosigkeit einsetzte und 1975 als Life Peer aufgrund des Life Peerages Act 1958 Mitglied des House of Lords wurde.

## Leben

### Studium und Allgemeinmediziner
Pitt begann nach dem Schulbesuch mit Unterstützung durch ein Stipendium ein Studium der Medizin an der University of Edinburgh, das er mit einem Bachelor of Medicine (M.B.) abschloss. Ein weiteres postgraduales Studium der Chirurgie beendete er 1938 mit einem Bachelor of Surgery (Ch.B.) und ließ sich danach von 1941 bis 1947 als Allgemeinmediziner in San Fernando nieder. Während dieser Zeit begann er bereits sein politisches Engagement und fungierte zwischen 1943 und 1947 als Präsident der West Indian National Party in Trinidad und Tobago.

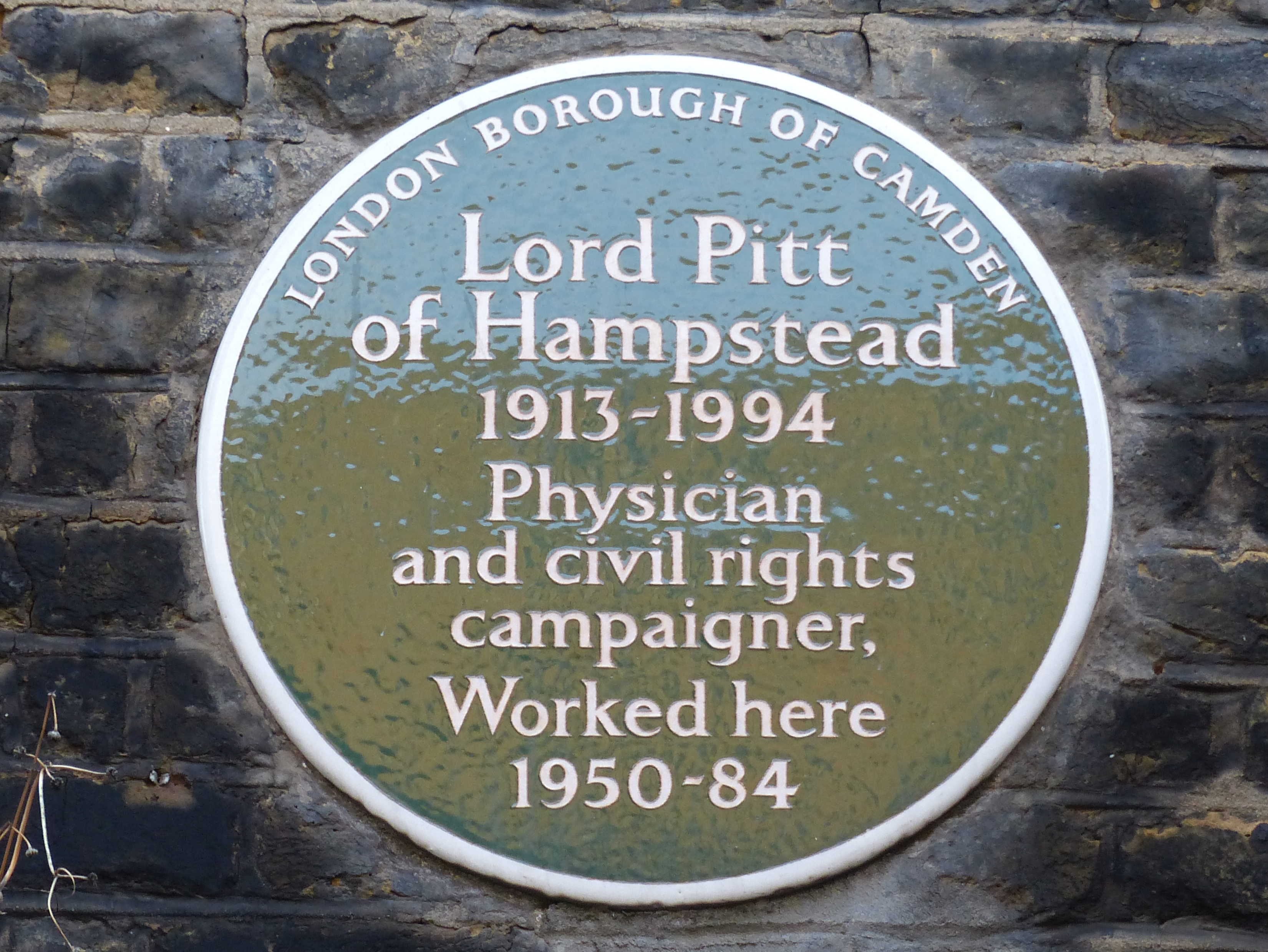
Erinnerungsplakette, 200 Gower St., London

1947 wanderte Pitt nach Großbritannien aus und ließ sich als Allgemeinmediziner in London nieder, wo er von 1947 bis zu seinem Tod 1994 eine eigene Praxis betrieb.

### Erfolglose Unterhauskandidatur 1959 und kommunalpolitisches Engagement
Für viele Labour-Mitglieder wurde Pitt überraschenderweise Kandidat der Partei bei den Unterhauswahlen am 8. Oktober 1959 im Wahlkreis Hampstead. Allerdings unterlag er dem Wahlkreisinhaber der Conservative Party und damaligen Minister für Wohnungsbau und Kommunalverwaltung in der Regierung von Premierminister Harold Macmillan, Henry Brooke deutlich. Während Brooke auf 25.506 Stimmen (53,4 %) kam, entfielen auf Pitt lediglich 13.500 Wählerstimmen (28,3 %).
1961 wurde er Mitglied des London County Council (LCC) und vertrat dort bis 1965 die Interessen des Metropolitan Borough of Hackney. Nach der Gründung des Greater London Council (GLC) war er von 1965 bis 1977 dessen Mitglied als Vertreter des London Borough of Hackney.

### Engagement gegen Rassendiskriminierung
Während dieser Zeit gründete Pitt, der 1966 auch Friedensrichter (Justice of the Peace) wurde, 1965 die Kampagne gegen Rassendiskriminierung CARD (Campaign Against Racial Discrimination). Die Gründung dieser Organisation ließ ihn in den Augen einiger als Revolutionär der US-amerikanischen Bürgerrechtsbewegung Black Power erscheinen. Als Vertreter von CARD forderte er, dass mehr Person of color in die Polizei eintreten sollten, was aber auch zu Kritik bei zahlreichen jüngeren Farbigen aufgrund von deren rassistischen und beängstigenden Erfahrungen mit der Polizei führte. Pitt argumentierte aber, dass einer der Wege zur Änderung von Institutionen wäre, in diese Institutionen einzutreten, was er insbesondere bei der Polizei für nötig hielt.
In dieser Zeit gehörte er auch zu den Teilnehmern der von der Friedensbewegung Campaign for Nuclear Disarmament (CND) organisierten Ostermärschen und trat außerdem gegen die Apartheid in Südafrika sowie Südrhodesien im Rahmen der Anti-Apartheid Movement (AAM) sowie der Nachfolgeorganisation ein und begründete dies mit den Worten:

“You can’t campaign against injustice here and ignore what is happening elsewhere. It is all part and parcel of the same struggle.”

„Man kann nicht Kampagnen gegen die hiesige Ungerechtigkeit durchführen und ignorieren, was anderswo passiert. Es ist alles Teil und Päckchen des gleichen Kampfes.“

Zwischen 1968 und 1977 war er stellvertretender Vorsitzender der Community Relations Commission, eine durch das Race Relations Act 1968 (Rassenbeziehungsgesetz) eingerichtete Kommission, die die Beziehungen in den Wohnbezirken verbessern sollte, und war zuletzt 1977 deren Vorsitzender. Zuvor hatte er sich für dieses Gesetz eingesetzt, das es verbot, Wohnungen, Arbeitsplätze oder öffentliche Dienstleistungen aus Gründen der Hautfarbe, Rasse, Ethnie oder Nationalität zu verweigern. Andererseits sprach er sich gegen das ebenfalls von der Labour-Regierung unter Harold Wilson 1968 vorgesehene Gesetz aus, das die staatsbürgerlichen Rechte und die Einreise von Briten aus Ostafrika und Asien einschränken sollte, mit den Worten:

“You can't hold these two views at the same time. If we believe in outlawing racial discrimination at home we can't do it by saying ‚Keep them out‘.”

„Man kann diese Ansichten nicht gleichzeitig halten. Wenn wir an der Ächtung der Rassendiskriminierung hier glauben, können wir dies nicht mit den Worten tun ‚Haltet sie draußen‘.“

### Erfolglose Unterhauskandidatur 1970, Oberhausmitglied und Kampf gegen Obdachlosigkeit
Bei den Wahlen am 18. Juni 1970 kandidierte Pitt abermals für ein Abgeordnetenmandat im Unterhaus, und zwar diesmal im Wahlkreis Clapham. Allerdings unterlag er auch dort dem Gegenkandidaten der konservativen Tories, Bill Shelton, obwohl der Wahlkreis zuvor von der Labour-Politikerin Margaret McKay vertreten wurde. Im Fall eines Wahlsiegs gegen Shelton wäre Pitt der erste farbige Unterhausabgeordnete geworden.
Pitt wurde aufgrund seiner langjährigen Verdienste durch ein Letters Patent vom 3. Februar 1975 als Life Peer mit dem Titel Baron Pitt of Hampstead, of Hampstead in Greater London and of Grenada, in den Adelsstand erhoben und gehörte bis zu seinem Tod dem House of Lords als Mitglied an. Seine Jungfernrede (Maiden Speech) sprach er am 12. Mai 1975 zur Verkaufsförderung für Zigaretten.
1976 wurde ihm das Trinity Cross verliehen, die damals höchste Auszeichnung von Trinidad und Tobago.
1979 wurde er Vorsitzender der 1966 gegründeten Wohltätigkeitsorganisation Shelter, eine Organisation zur Bekämpfung der Obdachlosigkeit, und bekleidete diese Funktion bis 1990. Danach war er zwischen 1990 und 1994 Vize-Präsident von Shelter. Des Weiteren war er zeitgleich von 1985 bis 1986 Präsident der Ärzteorganisation British Medical Association (BMA).